# Советский сельсовет (Бугурусланский район)
Советский сельсовет — сельское поселение в Бугурусланском районе Оренбургской области Российской Федерации.
Административный центр — село Советское.

## История
9 марта 2005 года в соответствии с законом Оренбургской области № 1895/321-III-ОЗ образовано сельское поселение Советский сельсовет, установлены границы муниципального образования.

## Население
| 2010 | 2012 | 2013 | 2014 | 2015 | 2016 | 2017 |
| ---- | ---- | ---- | ---- | ---- | ---- | ---- |
| 857  | ↘793 | ↘760 | ↘744 | ↘711 | ↘699 | ↘665 |
| 2018 | 2019 | 2020 | 2021 |      |      |      |
| ↘628 | ↘612 | ↘569 | ↘533 |      |      |      |

## Состав сельского поселения
| № | Населённый пункт | Тип населённого пункта       | Население |
| - | ---------------- | ---------------------------- | --------- |
| 1 | Вишнёвка         | посёлок                      | 178       |
| 2 | Николаевка       | посёлок                      | 10        |
| 3 | Советское        | село, административный центр | 669       |